# Liste de photographes liés à l'agence de presse RIA Novosti
Liste de photographes travaillant pour RIA Novosti
- Haut – A
- B
- C
- D
- E
- F
- G
- H
- I
- J
- K
- L
- M
- N
- O
- P
- Q
- R
- S
- T
- U
- V
- W
- X
- Y
- Z

## A
- Timour Abdoullaïev
- Max Alpert
- Semion Alperine
- Iouri Abramotchkine
- Vladimir Akimov
- Andreï Aleksandrov
- Rudolf Alfimov
- Magomed Aliev
- Vitaliy Ankov
- Vitali Aroutiounov
- Iouri Artamonov
- Vladimir Astapkovitch

## B
- Ia. Brodsky
- Boris Babanov
- Andreï Babouchkine
- Vladimir Baranov
- Leonid Bat
- Vitali Belooussov
- Iakov Berliner
- Piotr Bernstein
- Viatcheslav Bobkov
- Natalia Bode
- Maksim Bogodvid
- Alexeï Boïtsov
- Kirill Braga
- Aleksandr Brodsky
- Olga Butenop

## C
- Ivan Chaguine
- Arkadi Chaïkhet
- Sergueï Chimanski
- David Cholomovitch
- Valeri Choustov

## D
- Iakov Davidzon
- Alexeï Danichev
- Boris Davydov
- Anton Denissov
- Roman Denissov
- Dmitri Donskoï
- Leonid Dorenski
- Leon Doubilt
- Alexeï Droujinine

## E
- Egor Eriomov
- Sergueï Ermokhine

## F
- Vladimir Fedorenko
- Alexeï Filippov
- Nikolaï Fiodorov
- Mikhaïl Fomitchev

## G
- Anatoli Garanine
- Sergueï Gouneïev
- Samari Gourari
- Alexandre Grachtchenkov
- Vladimir Granovski
- Vladimir Grebnev
- Denis Grichkine
- Fred Grinberg

## I
- Boris Iaroslavtsev
- Igor Iakounine
- Oleg Ignatovich
- Alexandre Iouriev
- Oleg Ivanov

## J
- Vadim Jernov
- Artem Jitenev

## K
- Kirill Kallinikov
- Alexandre Kapoustianski
- Vitali Karpov
- Boris Kaufman
- Boris Kavachkine
- Iouri Kaver
- Victor Kinelovskiy
- Mikhaïl Klimentiev
- Galina Kmit
- Alexeï Kokcharov
- Sergueï Kompanitchenko
- Dmitri Korobeïnikov
- Gleb Kotov
- Alexeï Koudenko
- Boris Koudoïarov
- Iouri Kouïdine
- Mikhaïl Koukhtarev
- Solomon Koulichov
- Rudolf Koutcherov
- Dmitri Kozlov
- Oleg Knorring
- Alexandre Krassavine
- V. Krassoutski
- Alexandre Kriajev
- Rouslan Krivobok

## L
- Olga Lander
- Oleg Lastotchkine
- Fiodor Levchine
- Valeri Levitine
- Kazimir Lichko
- Alexandre Liogki
- Pavel Lissitsyne
- Sergueï Loskoutov
- Boris Lossine
- Alexandre Lyskine

## M
- Mark Markov-Grinberg (ru)
- Alexandre Makarov
- Oleg Makarov
- Alexeï Malgavko
- Sergueï Mamontov
- Mikhaïl Markiv
- Alexandre Mazourkevitch
- Igor Mikhalev
- Alexandre Mokletsov
- Mikhaïl Mokrouchine
- Mikhaïl Mordassov
- Anatoli Morozov

## N
- Alexandre Nevejine
- Alexeï Nikolski
- Timour Nisametdinov

## O
- Viktor Onoutchko
- Alexandre Oustinov
- Oleg Ouroussov
- Igor Outkine
- Mikhaïl Ozerski
- Israel Ozersky

## P
- Alexeï Panov
- Vladimir Perventsev
- Vladimir Pesnia
- Edouard Pesov
- Gueorgui Petroussov
- Sergueï Piatakov
- Ilia Pitalev
- Alexandre Poliakov
- Lev Polikachine
- Boris Prikhodko

## R
- Semion Raskine
- Boris Riabinine
- Iakov Rioumkine
- Vladimir Rodionov
- Ivan Roudnev
- Viatcheslav Rounov

## S
- Vitaly Saveliev
- Sergueï Savostianov
- Ramil Sitdikov
- Iouri Smirnov
- Iouri Somov
- Sergueï Soubbotine
- Sergueï Strounnikov
- Grigori Syssoïev

## T
- Konstantin Tchalabov
- Piotr Tchernov
- Viktor Tchernov
- Grigori Tchertov
- Mikhaïl Trakhman
- David Trakhtenberg
- Viktor Temine
- Vsevolod Tarassevitch
- Valeri Titievski
- Said Tsarnaev

## V
- Boris Vdovenko
- Rouslan Vakhaev
- Grigori Vassilenko
- Vladimir Vdovine
- Sergueï Veniavski
- Alexandre Vilf
- Vladimir Viatkine

## Z
- Gueorguy Zelma
- Igor Zarembo
- Iouri Zaritovski
- Oleg Zoloto